# Joseph Dalton Hooker
Joseph Dalton Hooker, född 30 juni 1817 i Halesworth, Suffolk, död 10 december 1911 i Sunningdale, Berkshire, var en brittisk botaniker och upptäcktsresande. Han räknas som grundaren av ämnet geografisk botanik, och var en av Charles Darwins närmaste vänner. I tjugo år var han föreståndare för Royal Botanical Gardens, Kew, och efterträdde sin far William Jackson Hooker på den posten.

## Biografi
Joseph Dalton Hooker föddes som andre son till sir William Jackson Hooker och Maria Sarah Turner. Modern var bankiren Dawson Turners äldsta dotter, och svägerska till Francis Palgrave. Redan i unga år började Joseph Dalton Hooker närvara vid faderns föreläsningar vid Glasgow University, där denne var innehavare av Regis-professuren i botanik. Intresse för James Cooks resor, ledde honom till studier av växters geografiska utbredning. 
Han doktorerade i medicin 1839, och kunde därefter delta i James Clark Ross segling till Antarktis med HMS Erebus. Hans Flora Antarctica (1844–47) gav honom berömmelse för hans förmåga att systematisera. Han skrev senare också Flora Novae-Zelandiae (1851–53) och Flora Tasmaniae (1853–59).
1855 anställdes Hooker vid Kew som assistent, och blev 1865 dess föreståndare.
1859 utgav Hooker Introductory Essay to the Flora Tasmaniae där han ger stöd åt Charles Darwins teori om evolutionen; de båda hade vid det laget varit goda vänner i många år. Genom sin artikel 1859 blev Hooker den förste vetenskapsman att stödja darwinismen. Han skulle även senare fortsätta försvara sin vän och dennes teorier.
1846 deltog han i Geological Survey of Great Britain och ägnade sig där åt palaeobotanik genom att leta fossiler av växter i Wales. Året därefter skickade hans far honom till Indien och Himalaya för att samla växter till Kew.
Vid 30 års ålder blev han invald som Fellow of the Royal Society och från 1873 till 1878 var han Royal Societys president. Han belönades med tre av Royal Societys medaljer: Royal Medal 1854, Copleymedaljen 1887 och Darwinmedaljen 1892. År 1885 erhöll han även Clarkemedaljen. År 1862 invaldes han som utländsk ledamot av Kungliga Vetenskapsakademien.
Han var gift två gånger. Första hustrun var Frances Harriet Henslow (1825–1874), dotter till John Stevens Henslow. Andra hustrun hette Hyacinth Jardine (1842–1921), och var dotter till William Samuel Symonds och änka efter sir William Jardine.
Auktorsnamnet Hook.f. kan användas för Joseph Dalton Hooker i samband med ett vetenskapligt namn inom botaniken; se Wikipediaartiklar som länkar till auktorsnamnet.

## Större verk
- 1844–1859: Flora Antarctica: the botany of the Antarctic voyage. 3 band, 1844, 1853 (Nya Zeeland), 1859 (Tasmanien). Reeve, London.
- 1846–1867: Handbook of the New Zealand flora
- 1849: Niger flora
- 1849–1851: The Rhododendrons of Sikkim-Himalaya
- 1854: Himalayan Journals, or notes of a naturalist, in Bengal, the Sikkim and Nepal Himalayas, Khasia Mountains ...
- 1855: Illustrations of Himalayan plants
- 1855: Flora indica, med Thomas Thomson
- 1858: med George Bentham, Handbook of the British flora. ("Bentham & Hooker")
- 1859: A century of Indian orchids
- 1862–1883: med George Bentham, Genera plantarum
- 1870; 1878: The student's flora of the British Isles. Macmillan, London.
- 1872–1897: The flora of British India
- 1898–1900: Handbook to the Ceylon flora
- 1904–1906: An epitome to the British Indian species of Impatiens